# Joe Mauer
Joseph Patrick "Joe" Mauer, född den 19 april 1983 i St. Paul i Minnesota, är en amerikansk före detta professionell basebollspelare som spelade 15 säsonger i Major League Baseball (MLB) 2004–2018. Mauer var främst catcher, men var även förstabasman och designated hitter.
Mauer draftades av Minnesota Twins 2001 som första spelare totalt direkt efter high school. Han debuterade i MLB tre år senare och spelade under hela sin karriär för Twins. Totalt kom han upp i 1 858 matcher i grundserien med ett slaggenomsnitt på 0,306, 143 homeruns och 923 RBI:s.
Bland Mauers meriter kan nämnas att han togs ut till MLB:s all star-match sex gånger. Vidare vann han en MVP Award, fem Silver Slugger Awards och tre Gold Glove Awards. Statistiskt hade han högst slaggenomsnitt i American League (AL) tre säsonger, högst on-base % två säsonger samt högst slugging % och OPS en säsong.
Mauer representerade USA vid World Baseball Classic 2013.
I juni 2019 pensionerade Twins Mauers tröjnummer 7.
I januari 2024 blev Mauer invald i National Baseball Hall of Fame på första försöket. Han fick 76,1 % av rösterna, just över gränsen på 75 % som krävdes för att bli invald. Han blev den blott tredje catchern att väljas in på första försöket.